# Jean-Marc Roberts
Jean-Marc Roberts (* 3. Mai 1951 in Paris, Frankreich; † 25. März 2013 ebenda) war ein französischer Autor, Herausgeber und Drehbuchautor.

## Leben
Roberts veröffentlichte seine ersten Werke Anfang der 1970er Jahre. Seit dieser Zeit arbeitete er als Redakteur beim Verlagshaus Éditions du Seuil, bei der Zeitschrift Mercure de France, bei Verlag Fayard und als Herausgeber bei Éditions Stock. 2011 schlug er zum Schutz der französischen Buchhandlungen ein Verbot des Internet-Buchhandels vor.
Roberts starb an Lungenkrebs.

## Auszeichnungen und Preise
- 1973: Prix Fénéon für seinen Roman Samedi, dimanche et fêtes.
- 1979: Prix Renaudot für den Roman Affaires étrangères.
- 1982: César/Bestes Drehbuch für den Film Eine merkwürdige Karriere (Siehe auch César 1982).

## Veröffentlichungen
- 1972: Samedi, dimanches et fêtes. Éditions du Seuil, Paris.
- 1979: Affaires étrangères. Éditions du Seuil, Paris.
- 1980: Les Bêtes curieuses. Éditions du Seuil, Paris; Neuauflage Balland, 2003.
- 1982: L'Ami de Vincent. Éditions du Seuil, Paris.
- 1990: L'Angoisse du tigre. Éditions du Seuil, Paris.
- 1998: Monsieur Pinocchio. Juillard, Paris.
- 2000: Une petite femme. Grasset, Paris.
- 2008: La Prière. Flammarion, Paris.
- 2011: François-Marie (Plaidoyer pour François-Marie Banier), Gallimard, Paris 2011.
- 2013: Deux vies valent mieux qu'une. Flammarion, Paris.

## Filmografie

### Als Drehbuchautor
- 1981: Eine merkwürdige Karriere (Une étrange affaire) nach seinem Roman Affaires étrangères; Regie: Pierre Granier-Deferre
- 1982: Que les gros salaires lèvent le doigt! nach seinem Roman Les Bêtes curieuses; Regie: Pierre Granier-Deferre
- 1983: Mein Freund, der Frauenheld (L'ami de Vincent) nach seinem gleichnamigen Roman, Regie: Pierre Granier-Deferre
- 1986: Erpresst – Das verhängnisvolle Foto (Cours privé); Regie: Pierre Granier-Deferre
- 1990: Faux et usage de faux; Regie: Laurent Heynemann
- 1994: Angelas Rache (Elles n'oublient jamais); Regie: Christopher Frank
- 1995: Je voudrais descendre; Regie: Jean-Daniel Verhaeghe
- 1995: La fête des pères; Regie: Jean-Daniel Verhaeghe

### Als Schauspieler
- 1981: Eine merkwürdige Karriere (Une étrange affaire) nach seinem Roman Affaires étrangères; Regie: Pierre Granier-Deferre
- 2004: Pourquoi (pas) le Brésil